# Manuel Guerrero
Manuel Guerrero (1911) è stato un cestista argentino.

## Carriera
Con l'Argentina ha disputato le Olimpiadi del 1948 e i Campionati sudamericani del 1945 e del 1947.